# Intendencia del Caquetá
La intendencia del Caquetá fue una antigua entidad territorial de Colombia que correspondía a la totalidad del hoy departamento del Caquetá, ubicado al sur del país. La entidad fue creada por decreto n.º 177 del 18 de febrero de 1905 con parte del área del antiguo territorio del Caquetá.
En 1906 la intendencia desapareció por medio del decreto 290 y su territorio fue incorporado a los departamentos de Cauca y Nariño. En 1912 por medio del Decreto 320 reapareció como comisaría especial del Caquetá, con los mismos límites de 1905 y permaneció con esta denominación hasta 1950, cuando se estableció de nuevo como Intendencia por medio del decreto 963 del 14 de marzo. Finalmente por la ley 78 del 15 de diciembre de 1981 se elevó al Caquetá a la categoría de departamento.

## Generalidades
La intendencia durante su existencia cambió muchas veces de límites tanto internos (por la creación de otras entidades segregadas de la misma) como externos (debido a la fijación de fronteras internacionales con el Brasil y el Perú). De tal modo, el Caquetá comenzó su vida jurídica (1905) con los siguientes límites:

Desde la desembocadura del río Fragua en el Caquetá, aguas arriba de aquél, hasta su nacimiento en la cordillera Oriental; de allí, por ésta hacia el Norte, hasta el nacimiento del río Unilla, que divide del Caquetá el Departamento de Cundinamarca; río Unilla, aguas abajo, hasta su desembocadura en el Guaviare; éste, aguas abajo, hasta su desembocadura en el Orinoco; de aquí, siguiendo los límites con Venezuela y el Brasil, hasta encontrar el río Caquetá; y por éste, aguas arriba, hasta la desembocadura del río Fragua, primer punto de partida.

Abarcando así la parte norte del antiguo territorio del Caquetá; la capital de esta región era Florencia. Tras ser delimitadas la fronteras con el Brasil (1907) y el Perú (1922) y las segregaciones de las comisarías del Vaupés (1910) y del Amazonas (1928) adquirió la configuración territorial actual, cuyos límites quedaron definidos en la ley 78 del 15 de diciembre de 1981:

El Departamento del Caquetá se forma por el territorio de la Intendencia del mismo nombre, cuyos límites son los siguientes: por el divorcio de las aguas de la Cordillera Oriental hacia el Sur hasta la más alta vertiente del río Fragua, sitio donde concurren los territorios de Huila, Cauca y Caquetá: este río aguas abajo hasta su desembocadura en el río Caquetá; río Caquetá aguas abajo hasta encontrar la desembocadura del río Yari o de Los Engaños; de la desembocadura del río Yari o de Los Engaños hacia el Norte-Este sigue por la serranía o escarpa de la Araracuara y en la misma dirección hasta encontrar el cauce río Ajajú o Apaporis; este río aguas arriba hasta su nacimiento, punto donde concurren los territorios de Meta, Guaviare y Caquetá; de ahí se sigue en dirección general Norte-Oeste por toda la cima de la cordillera que divide las aguas que van al río Guayabero de las que fluyen al río Caquetá hasta el punto más alto del cerro Neiva en la Cordillera Oriental, sitio donde concurren los territorios de Huila, Meta y Caquetá y de este cerro siguiendo por el filo de la Cordillera Oriental, de Norte a Sur, hasta el punto de partida.

## División territorial
Para 1912 la intendencia contaba con un único municipio, la capital Florencia (erigido como tal en 1912), y cuatro corregimientos: Yarí, Tres Esquinas, San Vicente del Caguán y Puerto Rico. En 1967, mediante el decreto 1978, se elevaron a la categoría de municipio los corregimientos El Paujil, El Doncello y Puerto Rico. Ya para 1968, la intendencia tenía por municipios a Florencia (30.455 hab.), Belén de los Andaquíes (16.390), La Montañita (5.658), San Vicente del Caguán (10.936), El Doncello (10.721), El Paujil (6.999) y Puerto Rico (10.328), y los corregimientos Milán (5.639), Solano (3.156) y Morelia (536).